# Сенье, Эмманюэль
Эмманюэ́ль Сенье́ (фр. Emmanuelle Seigner; род. 22 июня 1966, Париж) — французская актриса, певица и модель. Двукратная номинантка на премию «Сезар».

## Биография
Сенье родилась в Париже, Франция, семье фотографа и журналистки. У неё есть младшая сестра, Матильда, также являющаяся актрисой. Сенье также является внучкой актёра Луи Сенье. Она училась в школе при женском католическом монастыре, а в возрасте 14 лет начала карьеру модели. В 1984 году Сенье дебютировала в кино, снявшись в небольшой роли в фильме «Год медуз». В 1985 году Жан-Люк Годар снял Сенье в фильме «Детектив» вместе с Джонни Холидеем и Натали Бай. С 1989 года Сенье замужем за кинорежиссёром Романом Полански. У них есть двое детей — дочь Моргана и сын Элвис.
Эмманюэль с детства не любит театр, с которым познакомилась в достаточно юном возрасте благодаря своему известному деду. В начале актёрской карьеры Сенье снималась преимущественно в психологических картинах («Странная болезнь», «Улыбка» и т. д.), в 1997 году попробовала себя в новом жанре, снявшись в комедийной мелодраме «Погоня за божеством».
В 1998 году Эмманюэль сыграла главную женскую роль в своём первом американском фильме — «RPM». Это история об угонщике, который решился на дерзкое преступление — кражу прототипа ультрасовременного суперкара.
В том же 1998 году Эмманюэль снялась в картине «Вандомская площадь». За эту работу актрису номинировали на премию «Сезар» как лучшую актрису второго плана.
В 2002 году Эмманюэль Сенье снялась в видеоклипе на музыкальную композицию «Hands Around My Throat» группы Death in Vegas. В 2003 году она сыграла главную роль в фильме «Похититель тел». Картина рассказывает о том, как счастье семейной пары рушится в одночасье из-за страшного прошлого мужа. В 2009 году Сенье сыграла в своем первом хорроре — совместном проекте Италии и США «Джалло».
Между тем в фильмографии актрисы продолжали появляться и комедии, например, фильмы «Они поженились, и у них было много детей», «Четыре последние песни» и «Изменение планов». Однако «коньком» Сенье оставались психологические фильмы, через некоторое время она сыграла в ленте «Скафандр и бабочка» о мужчине, в прошлом редакторе глянцевого журнала, после инсульта оказавшемся полностью парализованным. Фильм был удостоен премии за режиссуру в Каннах в 2007 году. В том же году Эммануэль сыграла в биографическом фильме об Эдит Пиаф «Жизнь в розовом цвете», за роль в котором была номинирована на премию «Satellite Award».
В 2010 году Сенье закончила сниматься в фильме «Необходимое убийство», где её партнёром стал Винсент Галло. В 2013 году она исполнила главную роль в драме своего мужа Романа Полански «Венера в мехах», принёсшую ей номинацию на премию «Сезар» за лучшую женскую роль. В 2018 году Сенье исполнила роль Мадам Жины в биографическом фильме «Ван Гог. На пороге вечности».

## Фильмография
| Год  | Название                                                                               | Роль                              |
| ---- | -------------------------------------------------------------------------------------- | --------------------------------- |
| 1984 | Год медуз L'année des méduses                                                          | имя персонажа неизвестно          |
| 1985 | Детектив Détective                                                                     | Багамская принцесса               |
| 1986 | Частные уроки Cours privé                                                              | Занона                            |
| 1988 | Неистовый (фильм, 1988) Frantic                                                        | Мишель                            |
| 1990 | Странная болезнь Il male oscuro                                                        | Девочка                           |
| 1992 | Горькая луна Bitter Moon                                                               | Мими                              |
| 1994 | Улыбка Le Sourire                                                                      | Одилия                            |
| 1996 | Надеюсь, что это продолжается Pourvu que ça dure                                       | Джулия Нейрак                     |
| 1997 | Погоня за божеством La divine poursuite                                                | Бобби                             |
| 1997 | Нирвана Nirvana                                                                        | Лиза                              |
| 1998 | РПМ RPM                                                                                | Мишель Клер                       |
| 1998 | Вандомская площадь Place Vendôme                                                       | Натали                            |
| 1999 | Девятые врата The Ninth Gate                                                           | Незнакомка , Вавилонская блудница |
| 1999 | Недоносок Buddy Boy                                                                    | Глория                            |
| 2000 | Это письмо мне написал Фернардо Крапп Fernando Krapp m'a écrit cette lettre            | имя персонажа неизвестно          |
| 2001 | Ведьмы к северу Streghe verso nord                                                     | Люсилла                           |
| 2001 | Лагуна Laguna                                                                          | Тельма Пианон                     |
| 2003 | Похититель тел Corps à corps                                                           | Лора Бартелли                     |
| 2003 | Бессмертные Os Imortais                                                                | Мадлена Дьюранд                   |
| 2004 | Они поженились, и у них было много детей Ils se marièrent et eurent beaucoup d'enfants | Натали                            |
| 2005 | Задний план Backstage                                                                  | Лаура Вакс                        |
| 2007 | Жизнь в розовом цвете La Vie en Rose / La Môme                                         | Титин                             |
| 2007 | Четыре последние песни Four Last Songs                                                 | Елена                             |
| 2007 | Скафандр и бабочка Le Scaphandre et le Papillon                                        | Селина Демулен                    |
| 2007 | Берлин Berlin                                                                          | Каролина                          |
| 2009 | Джалло Giallo                                                                          | Линда                             |
| 2009 | Код изменился Le code a changé                                                         | Сара Матей                        |
| 2010 | Дочки-матери Chicas                                                                    | Нурия                             |
| 2010 | Необходимое убийство Essential Killing                                                 | Маргарет                          |
| 2012 | За несколько часов до весны Quelques heures de printemps                               | Клеменс                           |
| 2012 | Человек, который смеётся L'Homme qui rit                                               | Герцогиня Жозиана                 |
| 2012 | В доме Dans la maison                                                                  | Эстер Артоль                      |
| 2013 | Венера в мехах La Vénus à la fourrure                                                  | Ванда Журден                      |
| 2016 | И позади меня пустая клетка Et Derrière Moi une Cage Vide                              | Лидия                             |
| 2016 | Ремонт гостиной Réparer les vivants                                                    | Марианна                          |
| 2016 | Осада Жадовиля                                                                         |                                   |
| 2017 | Основано на реальных событиях D'après une histoire vraie                               | писательница                      |
| 2018 | Ван Гог. На пороге вечности At Eternity's Gate                                         | Мадам Жину                        |
| 2019 | Офицер и шпион J'accuse                                                                | Полина Монье                      |

## Дискография
- Ultra Orange & Emmanuelle (2007)
- Dingue (2010)
- Distant Lover (2014)
- Diabolique (2019; в составе коллектива L'Epee)